# Nippononeta alpina
Nippononeta alpina är en spindelart som beskrevs av Ono och Saito 200. Nippononeta alpina ingår i släktet Nippononeta och familjen täckvävarspindlar. Inga underarter finns listade i Catalogue of Life.